# Jochen Stäblein
Jochen Stäblein (* 26. Dezember 1966 in Landau in der Pfalz) ist ein deutscher Kameramann.

## Leben
Jochen Stäblein absolvierte von 1989 bis 1991 eine Ausbildung zum Fotografen und arbeitete anschließend als Film- und Fotodesigner. Von 1994 bis 1999 studierte er Kamerawesen an der Filmakademie Baden-Württemberg. Bereits seit 1996 arbeitet er als Kameramann. Seine ersten beiden größeren Spielfilme waren die beiden 1999 ausgestrahlten Fernsehfilme  Die Jagd nach dem Tod und Die Todesgrippe von Köln. Seitdem war er unter anderem als Kameramann für Kinofilme wie Mädchen, Mädchen 2 – Loft oder Liebe und Neues vom WiXXer verantwortlich.

## Filmografie (Auswahl)
- 1997: Die Feuertaufe
- 1998: ...die man liebt...
- 1999: Die Jagd nach dem Tod
- 1999: Die Todesgrippe von Köln
- 2002: Die Rückkehr
- 2003: Bella Block: Tödliche Nähe
- 2004: Mädchen, Mädchen 2 – Loft oder Liebe
- 2004: So fühlt sich Liebe an
- 2005: Der Vater meiner Schwester
- 2005: Tatort – Nur ein Spiel
- 2005: Macho im Schleudergang
- 2006: Die Pferdeinsel
- 2006: Tatort – Schattenspiele
- 2007: Neues vom WiXXer
- 2007: Tatort – Investigativ
- 2008: Die Bienen – Tödliche Bedrohung
- 2008: Eine wie keiner
- 2008: H3 – Halloween Horror Hostel
- 2009: Schutzlos
- 2011: Nina Undercover – Agentin mit Kids
- 2011: Für immer Frühling
- 2012: Der Mann, der alles kann
- 2012: Frühling für Anfänger
- 2014: Dora Heldt: Unzertrennlich
- 2014: Dora Heldt: Herzlichen Glückwunsch, Sie haben gewonnen!
- 2016: Frau Pfarrer & Herr Priester
- 2017: Das Kindermädchen – Mission Mauritius
- 2017: Zaun an Zaun
- 2020: Daheim in den Bergen – Väter
- 2021: Servus, Schwiegermutter!
- 2022: Inga Lindström: Der Autor und ich
- 2023: Mit Harpunen schießt man nicht